# Norm Beaudin
Norman Joseph Andrew Beaudin (Montmartre, Saskatchewan, Kanada, 1941. november 26. –) profi jégkorongozó.

## Karrier
Komolyabb junior karrierjét az SJHL-es Regina Patsban kezdte 1959–1960-ban, és 1962-ig játszott ebben a csapatban. 1962-ben jégre lépett négy rájátszásos mérkőzésen a WHL-es Spokane Cometsben, valamint játszott a Memorial-kupáért szintén négy mérkőzésen az Edmonton Oil Kingsben.
Felnőtt pályafutását az EPHL-es Hull-Ottawa Canadiensben kezdte meg 1962 végén. A következő idényben játszott a CPHL-es Cincinnati Wingsben, majd jó játékának köszönhetően felkerült az AHL-es Pittsburgh Hornetsbe. 1964–1965-ben a CPHL-es Memphis Wingsben kezdett, de ismét felhívták a Pittsburgh Hornetsbe, ahol a következő idényt végig játszotta. Az 1966–1967-es idényt csak a Memphis Wingsben töltötte. 1967-ben kibővült az NHL, így sok új játékos bemutatkozhatott ebben a ligában, és ő is köztük volt. Az újonnan alapított St. Louis Blues csapatában játszott 13 mérkőzést, de gyengén szerepelt, ezért leküldték a CPHL-es Kansas City Bluesba. 1968–1969-ben az AHL-es Buffalo Bisonsban játszott végig, majd a következő szezonban szintén csak egy csapatban szerepelt, mégpedig az AHL-es Cleveland Baronsban. 1970–1971-ben ismét játszhatott az NHL-ben a Minnesota North Starsban, de 12 meccsen csak egy asszisztot jegyzett, így leküldték az AHL-be, a Cleveland Baronsba, ahol a következő idényben is kerettag volt.
1972-ben a WHA-ba került, a Winnipeg Jetsbe. A legjobb profi szezonja az 1972–1973-as szezon volt, amikor 103 pontot szerzett. Ő, valamint a legendás Bobby Hull és Chris Bordeleau alkották a "Luxury Line"-t. Ebben az évben mind a hárman 100+ pontot értek el. A rájátszásban 14 mérkőzésen 28 pontot szerzett.
Ezek után már sokkal gyengébb szezonjai voltak. 1976-ig volt a Winnipeg Jets tagja. Még játszott Svájcban két szezont 1976–1978 között, majd visszavonult.

## Díjai
- Abbott-kupa: 1962
- AHL – Második All-Star-csapat: 1970